# Kochen-Specker-Theorem
Das Kochen-Specker-Theorem (KS-Theorem) ist ein Satz aus dem Bereich der Grundlagen der Quantenmechanik, der die Unmöglichkeit eines nicht kontextuellen Modells mit verborgenen Variablen der Quantenmechanik beweist. Neben der Bell'schen Ungleichung ist es das wohl zweitbekannteste so genannte „No-go-Theorem“ (Unmöglichkeitsbeweis) über verborgene Variablen in der Quantenmechanik. Das KS-Theorem wurde zuerst 1966 von John Stewart Bell und unabhängig davon ein Jahr später von Simon Kochen und Ernst Specker formuliert und bewiesen.

## Einführung
Die Debatte um die Vollständigkeit der Quantenmechanik im Sinne einer realistischen physikalischen Theorie nahm ihren Ursprung in einem Gedankenexperiment, das 1935 von Albert Einstein, Boris Podolsky und Nathan Rosen (EPR) veröffentlicht wurde. Es wurde bekannt als Einstein-Podolsky-Rosen-Paradoxon (EPR-Paradoxon). Lange Zeit wurde die in dem Paradoxon steckende Kritik an der Quantenmechanik für unentscheidbar gehalten. Mitte der 1960er Jahre änderte sich dies mit einer Reihe von Veröffentlichungen von John Bell. In ihnen stellte er die von Einstein, Podolsky und Rosen aufgeworfenen Fragen in einen allgemeinen mathematischen Kontext. Außerdem stellte er die nach ihm benannte Bellsche Ungleichung vor, die einen Weg zur experimentellen Überprüfbarkeit des EPR-Paradoxons aufzeigt. Die Leistung Bells kann dabei so beschrieben werden, dass er den eventuell missverständlichen Realitätsbegriff aus der EPR-Kritik in den Kontext einer allgemeinen Theorie mit lokalen verborgenen Variablen übersetzte. Aus der für solche Theorien immer gültigen Ungleichung können, wie im zugehörigen Artikel nachzulesen ist, Ungleichungen für die Erwartungswerte bestimmter quantenmechanischer Observablen abgeleitet werden, die in der mathematischen Formulierung der Quantenmechanik klar verletzt werden.
Betrachtet man die experimentelle Überprüfung der Verletzung der Bell'schen Ungleichung in der Quantenmechanik als zweifelsfrei (auch wenn dies nach wie vor in der wissenschaftlichen Gemeinschaft diskutiert wird), so bleibt nur die Wahl zwischen zwei Wegen:
- (NL) Die Quantenmechanik lässt eine realistische Interpretation im Sinne eines Verborgene-Variablen-Modells zu, dieses Modell ist aber nicht lokal. Dieser Interpretation folgt z. B. die Bohm'sche Mechanik.
- (NR) Die Quantenmechanik ist eine lokale Theorie und lässt daher keine realistische Interpretation zu. Diesem Weg folgt insbesondere die operationelle Interpretation, die zumindest als Minimal-Interpretation von praktisch allen Wissenschaftlern anerkannt wird.

Die Bell'schen Ungleichungen zwingen uns also, wenn wir an einer realistischen Interpretation interessiert sind, ein nicht lokales Modell zu wählen. Obwohl die Nicht-Lokalität eines solchen Modells zwar keinerlei Verstoß gegen das Kausalitätsprinzip (und damit z. B. gegen die Relativitätstheorie) in irgendeinem operationellen Sinne impliziert, d. h., man kann z. B. keine Geräte bauen, die etwa Information instantan von A nach B übermitteln, ist es gerade die realistische Interpretation des Modells, die wiederum den meisten Wissenschaftlern Kopfschmerzen bereitet. Die realistische Interpretation besagt ja gerade, dass wir die Messergebnisse, die wir in einer einzelnen Messung an einem individuellen Quantensystem erhalten haben, als echte Eigenschaften dieses individuellen Systems interpretieren. Dann sind wir aber gezwungen, auch die instantane Veränderung der Eigenschaften eines weit entfernten Systems als realen Effekt zu betrachten (auch wenn dieser nicht messbar ist). Diese spukhafte Fernwirkung wird von der Mehrheit der Wissenschaftler als gegen den Geist der Relativitätstheorie aufgefasst und daher verworfen, wobei sie allerdings gleichzeitig von zahlreichen namhaften Physikern vertreten wird.
Das Kochen-Specker-Theorem schränkt die Möglichkeit eines Verborgene-Variablen-Modells der Quantenmechanik allerdings in einer weiteren Richtung ein. Während sich die Diskussion von EPR bis Bell vornehmlich auf die notwendigerweise nicht lokalen Aspekte solcher Modelle bezog, griffen Kochen und Specker im Jahre 1967 eine Diskussion auf, die bereits John von Neumann 1932 angestoßen hatte und die sich mit der so genannten Kontextualität der Modelle in Bezug auf Messungen an Einzelsystemen befasste.
Von Neumann hatte bereits zu jener Zeit in seinem bahnbrechenden Buch Die mathematischen Grundlagen der Quantenmechanik die Unvereinbarkeit der Quantenmechanik mit verborgenen Variablen beschrieben. Seine Argumentation erwies sich zwar zunächst als lückenhaft, doch konnten Kochen und Specker mit Hilfe der Erkenntnisse von Andrew Gleason aus dem Jahre 1957 und Bell aus dem Jahre 1966 (allerdings eine andere als die oben angesprochene Veröffentlichung) das Argument präzisieren und in einen mathematischen Satz gießen.

## Kontextualität
Die von der mathematischen Theorie vorhergesagten und die im Experiment festgestellten Statistiken von Messergebnissen an einem Ensemble von Quantensystemen stimmen unzweifelhaft bestens überein. Bei dem Versuch, diese Statistiken im Sinne eines Modells mit verborgenen Variablen zu interpretieren, ist die Annahme grundlegend, dass die Messergebnisse der Einzelmessungen reale Bedeutung haben, das heißt tatsächlich Aufschluss geben über den physikalischen Zustand dieses Einzelsystems. Der hier benutzte Begriff des physikalischen Zustandes sei daher derart, dass dieser Zustand durch bestimmte innere Parameter (verborgene Variablen) des Einzelsystems vollständig bestimmt sei und im Kontext der Messung den Messwert genau festlegt. Für den Zusammenhang zwischen den verborgenen Variablen und den erhaltenen Messwerten erscheint es a priori sinnvoll und naheliegend, folgende Annahmen zu machen:
- (WD) (Wert-Definiertheit) Die Messwerte einer bestimmten Observable an einem Einzelsystem sind definit, d. h., sie liegen zu allen Zeiten konkret fest und determinieren eine Eigenschaft des Einzelsystems.
- (NK) (Nicht-Kontextualität) Wenn ein einzelnes Quantensystem eine bestimmte Eigenschaft hat, die zu einem bestimmten Messwert führt, so besitzt das System diese Eigenschaft unabhängig vom Kontext der Messung, insbesondere ist der Messwert also unabhängig davon, wie die Messung speziell aufgebaut ist.

Die Annahme (WD) erwächst natürlich aus unserer empirischen Erkenntnis über Messungen unter der Annahme der Realität der gemessenen Eigenschaft. Diese Annahme und die Annahme (NK) sind allerdings, so bescheiden sie auch zunächst daherkommen, eine wesentliche Einschränkung des Modells. Tatsächlich sind nämlich alle existenten Verborgene-Variablen-Modelle der Quantenmechanik, wie etwa die Bohm'sche Mechanik, kontextuell, und dies nicht ohne Grund: Das KS-Theorem beweist, dass ein Modell mit verborgenen Variablen der Quantenmechanik nicht sowohl (WD) als auch (NK) genügen kann.

## Das KS-Theorem
Es gibt kein nicht-kontextuelles Modell mit verborgenen Variablen der Quantenmechanik.
Um die obige Aussage zu beweisen, ist etwas technischer Vorlauf nötig. Der Kern des KS-Theorems ist ein eher unscheinbarer Satz über die geometrische Struktur des quantenmechanischen Hilbertraumes. Seine wesentliche Kraft gewinnt das Theorem allerdings durch die Ableitung bestimmter Rechenregeln für die Messwerte der Einzelsysteme bezüglich verschiedener Observablen, die aus (WD) und (NK) abgeleitet werden können. Wir wollen die Ableitung dieser Regeln hier skizzieren:
Das mathematische Modell der Quantenmechanik beschreibt einen Zustand im Sinne eines Ensembles durch einen Dichteoperator ρ, bzw. durch einen Hilbertraumvektor ψ im Falle eines reinen Zustandes. Observablen werden durch selbstadjungierte Operatoren beschrieben, deren Eigenwerte mögliche Messwerte sind. Für zwei Observablen A und B und einen beliebigen Zustand ρ gilt die folgende Rechenregel (Linearität) für die Erwartungswerte:
{\displaystyle \mathbb {E} _{\rho }(\lambda \mathbf {A} +\mu \mathbf {B} )=\lambda \mathbb {E} _{\rho }(\mathbf {A} )+\mu \mathbb {E} _{\rho }(\mathbf {B} ).}
Da nun aber Kompatibilität von Observablen insbesondere gleichzeitige Messbarkeit dieser Observablen bedingt, gilt für kompatible Observablen A und B,
dass eine gemeinsame Messung der beiden Observablen auch eine Messung der Observablen C=A+B und D=AB impliziert, indem man die Messwerte einfach addiert, bzw. multipliziert.
Unter der Annahme der Wert-Definitheit werden nun jedem Einzelsystem des Ensembles Werte
{\displaystyle {\text{(KSa)}}\qquad \,\nu (\mathbf {A} ),\,\nu (\mathbf {B} ),\,\nu (\mathbf {C} )\,{\text{und }}\nu (\mathbf {D} )}
zugeordnet, die die Messwerte bei einer möglichen Messung bestimmen. Insbesondere müssen die Werte der zusammengesetzten Observablen die Bedingung
{\displaystyle {\text{(KSb)}}\qquad \,\nu (\mathbf {C} )=\nu (\mathbf {A} )+\nu (\mathbf {B} )\,{\text{ und }}\,\nu (\mathbf {D} )=\nu (\mathbf {A} )\cdot \nu (\mathbf {B} )}
erfüllen, da die Messwerte dieser Observablen ja operationell gerade so bestimmt werden können und diese Werte frei vom Kontext der Messung existieren. Damit kommt man zum Kern des Theorems:
Behauptung:
Die beiden Forderungen aus (KSb) sind für beliebige Paare kompatibler Observablen A und B, die die Werte aus (KSa) definieren, in der Quantenmechanik nicht erfüllbar.
Um den Beweis dieser Behauptung zu führen, werden wir ein Gegenbeispiel konstruieren. Es reicht dazu aus, einen endlichdimensionalen Hilbertraum zu wählen und eine endliche Anzahl konkreter Observablen anzugeben, mit denen man dann einen Widerspruch zu (KSa) und (KSb) herbeiführt. Tatsächlich ist der kleinste Hilbertraum, in dem dieser Widerspruch möglich ist, der dreidimensionale Fall. In zweidimensionalen Vektorräumen über den komplexen Zahlen {\displaystyle \mathbb {C} } gilt das KS-Theorem, wie man leicht zeigen kann, nicht. Dies ist aber kein Problem für die allgemeine Aussage, denn die Quantenmechanik benutzt schließlich im Allgemeinen höherdimensionale Räume. Da der Raum, für den das Gegenbeispiel mit den wenigsten Observablen bekannt ist, vierdimensional ist, erscheint zur Demonstration hier das Gegenbeispiel von A. Cabello geeignet:
Man betrachte dazu einen vierdimensionalen Vektorraum über {\displaystyle \mathbb {C} }, mit einer Orthogonalbasis {\displaystyle (u_{1},u_{2},u_{3},u_{4})}. Der Projektor {\displaystyle P_{u}}, auf den von einem Vektor {\displaystyle u} erzeugten Unterraum, hat die Eigenwerte 0 und 1 und gehöre zu einer „Ja-Nein“-Messung. Die zur Basis gehörenden Projektoren {\displaystyle P_{u_{1}}} bis {\displaystyle P_{u_{4}}} kommutieren paarweise und sind folglich miteinander kompatibel. Aus (KSb) folgt daher für diese Operatoren
{\displaystyle \nu (P_{u_{1}})+\nu (P_{u_{2}})+\nu (P_{u_{3}})+\nu (P_{u_{4}})=\nu (\mathbf {1} )=1,}
denn die Summe der vier Projektoren ergibt den Einsoperator, der die Observable darstellt, die immer den Messwert 1 liefert. Die Identität {\displaystyle \nu (\mathbf {1} )=1} folgt auch aus der Produktregel in (KSb), da jede Observable R mit 1 kompatibel ist und daher {\displaystyle \nu (\mathbf {R} )\,\nu (\mathbf {1} )=\nu (\mathbf {R} \cdot \mathbf {1} )=\nu (\mathbf {R} )} gilt. Ebenso sieht man {\displaystyle \nu (P_{u})=\nu (P_{u}^{2})=\nu (P_{u})^{2}} und daher muss {\displaystyle \nu (P_{u})} entweder 0 oder 1 sein. Daraus folgt, dass in der obigen Summe genau ein Term gleich 1 sein muss und die anderen drei gleich 0.
Man wähle nun 18 geeignete Vektoren aus {\displaystyle \mathbb {R} ^{4}} und bilde aus je vier orthogonalen Vektoren neun verschiedene Basen:
| {\displaystyle u_{1}} | (0,0,0,1)  | (0,0,0,1)  | (1,-1,1,-1) | (1,-1,1,-1) | (0,0,1,0)  | (1,-1,-1,1) | (1,1,-1,1) | (1,1,-1,1) | (1,1,1,-1) |
| {\displaystyle u_{2}} | (0,0,1,0)  | (0,1,0,0)  | (1,-1,-1,1) | (1,1,1,1)   | (0,1,0,0)  | (1,1,1,1)   | (1,1,1,-1) | (-1,1,1,1) | (-1,1,1,1) |
| {\displaystyle u_{3}} | (1,1,0,0)  | (1,0,1,0)  | (1,1,0,0)   | (1,0,-1,0)  | (1,0,0,1)  | (1,0,0,-1)  | (1,-1,0,0) | (1,0,1,0)  | (1,0,0,1)  |
| {\displaystyle u_{4}} | (1,-1,0,0) | (1,0,-1,0) | (0,0,1,1)   | (0,1,0,-1)  | (1,0,0,-1) | (0,1,-1,0)  | (0,0,1,1)  | (0,1,0,-1) | (0,1,-1,0) |

Jede Spalte dieser Tabelle stellt eine Basis aus orthogonalen Vektoren dar. Jeder der 18 Vektoren kommt dabei genau zweimal vor (gleiche Vektoren sind in der gleichen Farbe eingefärbt). Betrachten wir ein beliebiges Einzelsystem im Zustand ρ. Aus jedem Vektor {\displaystyle u} in obiger Tabelle können wir einen Projektionsoperator {\displaystyle P_{u}} gewinnen. Die Anwendung dieses Operators auf den Zustand ρ entspricht der Entscheidung einer Ja/Nein-Frage, dargestellt durch die möglichen Messwerte 0 und 1. Die Quantenmechanik sagt nur mit gewissen Wahrscheinlichkeiten voraus, welcher Wert tatsächlich gemessen werden wird. Laut der Annahme (KSa) wird hingegen mit Sicherheit der Wert {\displaystyle \nu (P_{u})} gemessen (der Wert darf vom Zustand ρ abhängen, aber da wir nur einen Zustand betrachten, brauchen wir das nicht extra zu notieren). Da jeder Vektor {\displaystyle u} in der Tabelle genau zweimal vorkommt und {\displaystyle \nu (P_{u})} entweder 0 oder 1 sein muss, ist die Summe dieser Werte über die gesamte Tabelle eine gerade natürliche Zahl. Andererseits muss die Summe dieser Werte – wie oben aus (KSb) abgeleitet – in jeder einzelnen Spalte 1 betragen, so dass sich eine Gesamtsumme von 9 ergibt. Dies ist der Widerspruch, der dazu führt, dass die Annahme von (KSa) und (KSb) unmöglich ist.